# 오프닝 애니메이션
오프닝 애니메이션(영어: opening animation, 일본어: オープニングアニメーション)은 영화, TV 애니메이션, 게임 등의 영상 작품이나 이벤트 등의 오프닝용 애니메이션을 말한다. OP 애니메이션이라고 약칭되기도 한다.

## 같이 보기
- 엔딩 애니메이션